# Нифонт I
Патриарх Нифонт I (греч. Πατριάρχης Νήφων Α΄) — патриарх Константинопольский с 1310 по 1314 год.
Родом из Верии, Греция. До патриаршества был митрополитом Кизикским.
При Нифонте в 1310 году был ликвидирован церковный раскол, известный под названием «арсенитского». К нему тверским епископом Андреем с обвинениями в адрес митрополита Петра был отправлен монах Акиндин. В ответ Нифонт прислал тверскому князю Михаилу Ярославичу послание, в котором осуждал возможные действия Петра.
Из-за козней своих врагов вынужден был уйти на покой в 1314 году. Поселился в монастыре Перивлепту.